# Johann Windlock
Johann Windlock (* in Konstanz; † 21. Januar 1356 ebenda) war als Johann III. von 1352 bis 1356 Bischof von Konstanz.

## Leben
Johann Windlock, Sohn einer Konstanzer Bürgerfamilie, war seit 1337 Offizial des bischöflichen Hofes und Magister und seit 1341 Protonotar des Herzogs Albrecht II. von Österreich, einem Habsburger und mächtigster Landesherr in dem flächenmäßig großen Konstanzer Bistum und Kanoniker in Konstanz. 1349 wurde er zum Kanzler von Herzog Albrecht ernannt. Herzog Albrecht hatte Johann Windlock als Kanzler das officium cancellarie übertragen, die Leitung der Kanzleigeschäfte der Herzöge. Eine durch Herzog Albrecht forcierte Einsetzung von Johann Windlock als Bischof von Aquileia scheiterte jedoch am Veto von Papst Clemens VI.
Mit Unterstützung von Herzog Albrecht wurde Windlock zunächst Konstanzer Domherr und am 29. November 1351 zum Konstanzer Bischof gewählt und am 9. Juli 1352 durch Papst Clemens VI. bestätigt.
Als Reformbischof engagierte sich Johann Windlock sehr um Stabilisierung der ruinösen Verhältnisse des Bistums Konstanz. Er reagierte entschlossen und nicht zur Freude des Rates und der Konstanzer Stadtherren. Johann Windlock scheute sich nicht, Widerstrebende, auch die mächtigsten und einflussreichsten Geistlichen und selbst den Dompropst, mit dem Interdikt zu belegen oder zu verhaften.
Am 21. Januar 1356 wurde er Opfer eines Attentats in seiner Residenz beim Konstanzer Münster. Kaiser Karl IV. klagte danach das Leben der Konstanzer Prälaten öffentlich an und rief sie auf, die kuriale Pfründenpolitik abzulegen und wieder zu ihren kirchlichen Pflichten zurückzukehren.